# Kornis Mihály (publicista)
Göncruszkai gróf Kornis Mihály (Dés, 1796. április 24. – Héderfája, 1835. november 27.) erdélyi magyar publicista, politikus, tisztviselő, a Magyar Tudós Társaság igazgatósági tagja.

## Életútja
Tanulmányait Kolozsváron végezte 1815-ben, s még az év augusztusában az erdélyi főkormányszéknél helyezkedett el mint írnok. Néhány hónap elteltével a marosvásárhelyi királyi ítélőtábla gyakornoka lett, 1816-tól pedig ismét a főkormányszék hivatalában dolgozott, ezúttal mint fogalmazó. 1821-től két évig az Erdélyi Udvari Kancellária fogalmazója volt. 1823-tól ismét a főkormányszék tisztviselőjeként tevékenykedett titkári beosztásban, 1831-ben pedig a bécsi székhelyű királyi kincstartósághoz került át tanácsosi címmel. Ezzel párhuzamosan 1826-tól Kővárvidék, 1828-tól pedig Kolozs vármegye főispáni helytartója volt. Részt vett az 1834. évi erdélyi országgyűlésen, amelynek története során katolikusként elsőként Kornis tölthette be a rendi elnök tisztét. Tagja volt annak az erdélyi országgyűlési küldöttségnek, amely brünni udvarában kereste fel az uralkodót, I. Ferencet. Az utazást követően a tüdővész legyűrte egészségét, Bécsből hazatért Erdélybe, s hamarosan meghalt.
Hivatalviselői pályája mellett 1822-től az erdélyi lapokban rendszeresen publikált tárcákat és 1822-es itáliai, görögországi utazásáról írott úti beszámolókat. Literátus és tehetős emberként anyagilag támogatta kora irodalmi törekvéseit, Kazinczy Ferenchez baráti szálak fűzték. 1830-ban a Magyar Tudós Társaság igazgatósági tagjává választották.
Felesége iktári Bethlen Katalin (1810–1871 ; később báró Bánffy Miklós második felesége), akitől négy gyermeke született. Második lánya születését azonban már nem érte meg. Gyermekei: Göntz Ruszkai gróf Kornis Miklós (neje Hajnátskői báró Vécsei Mária), gróf Kornis Clarisse (első férje: Nagy Károlyi gróf Károlyi Ede, gyermekeik: Georgine és László; második férje: Károlyi Sándor), Gróf Kornis Anna (férje: Vásonkeői gróf Zichy Paulai Ferenc, gyermekeik: Sarolta, Margit, Antal) és a 35 évesen elhunyt göncz-ruszkai gróf Kornis Ádám.